# Nososticta selysi
Nososticta selysi – gatunek ważki z rodziny pióronogowatych (Platycnemididae). Jest endemitem należących do Indonezji Małych Wysp Sundajskich; stwierdzono go na wyspach Flores, Sumba i Timor.
Gatunek ten opisał (pod nazwą Caconeura selysi) Friedrich Förster w 1896 roku, w oparciu o okaz samca odłowionego na wyspie Sumba w listopadzie 1895 roku; okaz ten znajdował się w kolekcji Sélysa i na jego cześć gatunek został nazwany. Samicę opisał Friedrich Ris w 1913 roku w oparciu o okaz z wyspy Timor.